# Psednos micrurus
Psednos micrurus és una espècie de peix pertanyent a la família dels lipàrids.

## Descripció
- Fa 4,5 cm de llargària màxima.
- Nombre de vèrtebres: 42.
- És marronós.[6]

## Hàbitat
És un peix marí i batidemersal que viu entre 1.207 i 1.280 m de fondària al talús continental.

## Distribució geogràfica
Es troba a l'oceà Atlàntic: davant les costes de cap Point (Sud-àfrica).

## Observacions
És inofensiu per als humans.